# Burađa
Burađa es un pueblo ubicado en la municipalidad de Nova Varoš, en el distrito de Zlatibor, Serbia.

## Superficie
Posee una superficie de 11,66 kilómetros cuadrados.

## Demografía
Hasta 2011 la población era de 207 habitantes, con una densidad de población de 17,75 habitantes por kilómetro cuadrado.